# Туфара
Туфара (итал. Tufara) —  коммуна в Италии, располагается в регионе Молизе, в провинции Кампобассо.
Население составляет 1120 человек (2008 г.), плотность населения составляет 32 чел./км². Занимает площадь 35 км². Почтовый индекс — 86010. Телефонный код — 0874.
Покровителем населённого пункта считается святой San Giovanni Eremita.

## Демография
Динамика населения:

## Администрация коммуны
- Официальный сайт: http://www.comune.tufara.cb.it/